# Iván Perestiani
Iván Nikoláyevich Perestiani (13 de abril de 1870 – 14 de mayo de 1959) fue un director, guionista y actor cinematográfico ruso, nombrado Artista del pueblo de la URSS en 1949. 

## Biografía
De etnia griega, su nombre original era Giannis Nikolas Perestianis, y su padre se llamaba Nikolái Afanásievich Perestiani. Nació en Taganrog, en aquella época parte del Imperio ruso. 
Su primera experiencia interpretativa fue como actor teatral en el Teatro de Taganrog bajo el nombre de Iván Nevédomov en 1886. Sus primeras actuaciones para el cine llegaron con los filmes de 1916 Grif stárogo bortsá y Zhizn za zhizn. Además, durante la Guerra Civil Rusa escribió los guiones de varios cortometrajes. 
En 1920, Iván Perestiani se mudó a Tiflis, convirtiéndose en uno de los padres fundadores de la cinematografía de la República Socialista Soviética de Georgia. En 1921, dirigió el primer film histórico y revolucionario de la Georgia soviética, Arsén Jorjiashvili (El asesinato del General Gryaznov), en el cual interpretaba el papel de Ilarión Vorontsov-Dáshkov, el naméstnik del Virreinato del Cáucaso. El film mudo Tsiteli eshmakunebi (en ruso Krásnye dyavolyata), dirigido por él en 1923 a partir de la novela de Pável Blyajin, es considerado como uno de sus mejores trabajos como director. 
Perestiani trabajó durante varios años con los estudios Odessa Film y Armenfilm, y finalmente volvió a Tiflis en 1939. Por su trabajo cinematográfico fue recompensado con tres condecoraciones y con el título honorario de Artista del pueblo de la URSS en 1949.
Iván Perestiani falleció en Moscú, capital de la Unión Soviética, en 1959.

## Filmografía

### Director
- Love - Hate - Death (Любовь - Ненависть - Смерть) (1918)
- Eva (1918)
- Word of Honour (Честное слово) (1918)
- Father and Son (Отец и сын) (1919)
- In the Days of Struggle (В дни борьбы) (1920)
- The Murder of General Gryaznov (Arsena Jorjiashvili) (1921)
- The Suram Fortress (Suramis tsikhe, Сурамская крепость) (1922)
- Man Is Enemy (Katsi katsistvis mgelia, Человек человеку волк) (1923)
- Red Devils (Tsiteli eshmakunebi, Красные дьяволята) (1923)
- Three Lives (Sami sitsotskhle, Три жизни) (1924)
- The Case of Tariel Mklavadze (Tariel mklavadzis mkvlelobis saqme, Дело Тариэла Мклавадзе) (1925)
- Savur-Mogila (Савур-могила) (1926)
- The Crime of Shirvanskaya (Shirvanskayas danashauli, Преступление княжны Ширванской) (1926)
- The Punishment of Shirvanskaya (Sasdjeli, Наказание княжны Ширванской) (1926)
- Ilan-dili (Иллан Дилли) (1926)
- Nest of Wasps (Krazanas bude, Осиное гнездо) (1927)
- In the Bog (Gaplangva, В трясине) (1928)
- Scandal (1929)
- Zamallu (Замаллу) (1929)
- Light and Shadows (Свет и тени) (1931)
- Anush (Ануш) (1931)
- Idler (Лодырь) (1932)
- Two Friends (Ori megobari) (1937)

### Actor
- Akakis akvani (1947)
- Davit Guramishvili (1946)
- David Bek (1944)
- Giorgi Saakadze (1942)
- Diadi gantiadi (1938)
- Arsena (1937)
- Sev tevi tak (1930)
- Katsi katsistvis mgelia (1923)
- Arsena Jorjiashvili (1921)
- Khveska (1920)
- Otetz i syn (1919)
- Chéstnoe slovo (1918)
- Eva (1918)
- Liubov - nénavist - smert (1918)
- Revolutsioner (1917)
- Umiráyushchi Lébed (1917)
- Grif stárogo bortsá (1916)
- Zhizn za zhizn (1916)

### Guionista
- Porposti (1941)
- Ori megobari (1937)
- Anush (1931)
- Krazanas bude (1927)
- Sami sitsotskhle (1924)
- Suramis tsikhe (1922)
- Arsena Jorjiashvili (1921)
- V dni borbý (1920)
- Chéstnoe slovo (1918)
- Revolutsioner (1917)
- Grif stárogo bortsá (1916)